# Chris Ikonomidis
Christopher James Ikonomidis (Sydney, 4 de maio de 1995) é um futebolista australiano que joga como meia-atacante. Atualmente, defende o Perth Glory.

## Carreira
Jogou nas categorias de base do Cronulla RSL e do Sutherland Sharks entre 2005 e 2012, quando mudou-se para a Itália, onde atuaria também na equipe Primavera da Atalanta, porém não chegou a ser promovido ao elenco principal do clube de Bérgamo. Em 2015, aos 18 anos, foi para a Lazio, que o contratou por 3 temporadas.
Na equipe de Roma, Ikonomidis não entrou em campo em partidas do Campeonato Italiano, e também não teve chances de entrar em campo na Copa nacional. Seu único jogo oficial pela Lazio foi em dezembro de 2015, contra o Saint-Étienne, válido pela última rodada da fase de grupos da Liga Europa.
Para obter maior experiência, a Lazio emprestou Ikonomidis à Salernitana, então na Série B. O meia-atacante disputou 14 jogos pelos Granata e fez um gol, contra o Brescia. Regressou à Lazio ao final do empréstimo, porém não seria aproveitado - assinou com o AGF (Dinamarca) até o final da temporada, tendo participado de 18 jogos e um gol.
Em janeiro de 2018, foi emprestado pela terceira vez, desta vez para o Western Sydney Wanderers, em sua primeira experiência como jogador profissional no futebol australiano. Após 12 jogos e 6 gols, Ikonomidis voltou para a Lazio, que liberou o jogador para encontrar um novo clube. Em setembro do mesmo ano, assinou por 3 anos com o Perth Glory.

## Seleção Australiana
De origem grega, Ikonomidis (também grafado como Oikonomidis) optou em defender a Austrália em vez da Grécia, embora tivesse afirmado que fora procurado pela Federação Helênica de Futebol para jogar pela seleção europeia.
Em março de 2015, o técnico Ange Postecoglou (também de origem grega) convocou o atleta para os amistosos contra Alemanha e Macedônia. A estreia oficial pelos Socceroos foi em setembro, contra Bangladesh, pelas eliminatórias da Copa de 2018, mas não foi lembrado para a competição disputada na Rússia. Seu primeiro gol foi em dezembro, contra Omã, em amistoso realizado nos Emirados Árabes Unidos.